# L'ultimo nemico a essere annientato sarà la morte
L'ultimo nemico a essere annientato sarà la morte è un passo della Prima lettera ai Corinzi (1 Corinzi 15, 26).

## Significato
La frase fa parte del capitolo 15, dedicato alla resurrezione della carne. Nei versetti 20-28, Paolo di Tarso afferma che Cristo, nella sua seconda venuta, metterà «tutti i nemici sotto i suoi piedi» (25) e, come ultimo nemico, sconfiggerà infine anche la morte (26).

## Influenza culturale

### Nelle opere di fantasia
Il passo è stato usato da J. K. Rowling nella saga di Harry Potter: è infatti l'iscrizione che si trova sulla tomba di James e Lily Potter (Harry Potter e i Doni della Morte, capitolo 16; nell'originale inglese "The last enemy that shall be destroyed is death").
La frase si collega direttamente al ruolo di Harry Potter nel libro finale della serie: Harry infatti diventa una figura salvifica, pronto a morire per la salvezza degli altri, in una metafora della passione e della risurrezione di Gesù e della sua vittoria sulla morte alla fine del mondo.
Questa interpretazione è stata confermata dalla Rowling, che ha sottolineato come i paralleli religiosi della saga sono sempre stati, dal suo punto di vista, ovvi, e che questa citazione, insieme a quella sulla tomba della famiglia Silente, sia un compendio dell'intera serie.
Nel videogioco Red Dead Redemption, "L'ultimo nemico che sarà distrutto" (orig. The last enemy that shall be destroyed) è il titolo dell'ultima missione di John Marston, ovvero quella in cui Edgar Ross ordina la sua esecuzione. Dopo aver consegnato alla giustizia i suoi ex compagni, infatti, John deve affrontare l'ultimo dei ricercati della banda di Van der Linde che il Bureau voleva: sé stesso. La sua morte placa l'odio di Ross e permette ad Abigail e Jack di vivere la loro vita senza ulteriori minacce del governo.